# David Burnham
David Burnham (* 24. Januar 1933; † 1. Oktober 2024 in Spruce Head, Maine) war ein US-amerikanischer Autor und investigativer Journalist.

## Leben
Burnham besuchte die Harvard University und begann 1958 seine Tätigkeit als Journalist. Er wurde 1970 bekannt, als er eine Artikelserie für The New York Times über Polizeikorruption verfasste. Außerdem ist er bekannt für seine Artikelserie über die Gewerkschaftsaktivistin Karen Silkwood.
Er war Mitbegründer und einer der Leiter des Transactional Records Access Clearinghouse, einem Projekt der S.I. Newhouse School of Public Communications an der Syracuse University.
Burnham starb im Alter von 91 Jahren in seinem Zuhause. Er hinterließ seine zweite Ehefrau sowie zwei Töchter aus erster Ehe.

## Auszeichnungen und Ehrungen
- 1968: George Polk Award for Community Service[3]
- 1972: Newspaper Reporters Association of New York City Schaefer Gold Typewriter Award for Public Service[4]
- 1987: Alicia Patterson Foundation Fellowship[5]
- 1990: Investigative Reporters and Editors Award for Best Book: A Law Unto Itself: Power, Politics, and the IRS[6]
- 1992: Rockefeller Foundation Fellowship in Bellagio, Italien[1]
- 2003: John Jay College of Criminal Justice Ehrendoktorwürde der Humanities[7]
- 2006: Aufnahme in die National Freedom of Information Act Hall of Fame[8]

## Bibliografie

### Bücher
- The Rise of the Computer State. Random House, New York 1983. ISBN 978-0-394-51437-6
- A Law Unto Itself: Power, Politics, and the IRS. Random House, New York 1989. ISBN 978-0-394-56097-7
- Above the Law: Secret Deals, Political Fixes, and Other Misadventures of the U.S. Department of Justice. Scribner, New York 1996. ISBN 978-0-684-80699-0

### Ausgewählte Artikel
- „Graft Paid to Police Here Said to Run Into Millions.“ The New York Times vom 25. April 1970.
- „Death of Plutonium Worker Questioned by Union Official.“ The New York Times vom 19. November 1974.